# Catophoenissa jonesaria
Catophoenissa jonesaria là một loài bướm đêm trong họ Geometridae.